# Primo ministro di Aruba
Il Primo ministro di Aruba è a capo dell'esecutivo all'interno del governo dell'isola di Aruba.
Il primo ministro, insieme al gabinetto dei ministri, esercita il potere esecutivo per conto del governatore di Aruba.
Ogni quattro anni, ad Aruba si tengono le elezioni per il rinnovo del Parlamento. Il leader del partito che ottiene la maggioranza viene generalmente nominato Primo ministro.

## Elenco
| Numero | Numero | Immagine | Nome (Nascita–Morte)       | Mandato           | Mandato           | Partito |
| ------ | ------ | -------- | -------------------------- | ----------------- | ----------------- | ------- |
|        | 1      |          | Henny Eman (1948-)         | 1º gennaio 1986   | 9 febbraio 1989   | AVP     |
|        | 2      |          | Nelson Oduber (1947-)      | 9 febbraio 1989   | 1º settembre 1994 | MEP     |
|        | (1)    |          | Henny Eman (1948-)         | 1º settembre 1994 | 30 ottobre 2001   | AVP     |
|        | (2)    |          | Nelson Oduber (1947-)      | 30 ottobre 2001   | 30 ottobre 2009   | MEP     |
|        | 3      |          | Mike Eman (1961-)          | 30 ottobre 2009   | 17 novembre 2017  | AVP     |
|        | 4      |          | Evelyn Wever-Croes (1966-) | 17 novembre 2017  | In carica         | MEP     |